# Purosangue Orientale
Purosangue Orientale, även kallad PSO eller "renrasig orientalisk häst" är en hästras som härstammar från Sicilien, Italien. Rasen har avlats fram med hjälp av olika ökenhästar och arabiska fullblod som togs till Italien under slutet av 1800-talet. Hästarna har mycket av de arabiska hästarnas ädla drag men är något större och kraftigare. Idag är de mycket ovanliga med enbart 170 hästar kvar. 

## Historia
År 1864 skickade den italienska regeringen ambassadörer till Syrien och Mesopotamien, bland annat för att köpa hästar. Man sökte efter ökenfödda, renrasiga arabiska fullblod som man köpte direkt från beduinerna. Ett stort antal hingstar och ston köptes och fördes tillbaka till Italien, då främst Catania på ön Sicilien där de skulle bli stridshästar på den kungliga remont-stationen i staden. 
Redan från början uppmuntrade den italienska regeringen till avel med de köpa ökenhästarna och redan 19 september 1875 infördes ett dekret om att rasen skulle hedras med en egen stambok. PSO-hästarna blev även Italiens första officiellt erkända hästras. 
Idag finns det dock bara 170 individer kvar av PSO-hästen, och runt 150 av dem lever på Sicilien. Antalet fortsätter dock att minska. Statsstuteriet i Catania har lagt fram ett förslag om att korsa PSO-hästarna med andra grenar av det arabiska fullblodet, något som skulle rädda rasen, men dock skulle de karaktärsdrag från de gamla syrianska hästarna troligtvis försvinna. 

## Egenskaper
PSO-hästen påminner starkt om det arabiska fullblodet och har lätta och ädla drag, men på grund av utavel med andra italienska hästar under 1800-talet så är den något större och kraftigare. Hästarna blir i regel mellan 150 och 160 cm i mankhöjd och de vanligaste färgerna är brun, fux och skimmel. 